# Pterolophia paracompacta
Pterolophia paracompacta là một loài bọ cánh cứng trong họ Cerambycidae.